# Pica-soques dels Naga
El pica-soques dels Naga (Sitta nagaensis) és un ocell de la família dels sítids (Sittidae).

## Hàbitat i distribució
Habita boscos i matolls de l'Himàlaia al nord-est de l'Índia, sud-est del Tibet, sud-oest, i est de la Xina, oest, nord-est i est de Myanmar, nord-oest de Tailàndia, centre del Vietnam.